# Wojciech Przybylski (działacz)
Wojciech Wiesław Przybylski (ur. 7 sierpnia 1939 w Tczewie, zm. 8 stycznia 2021 w Gdyni) – polski piłkarz, trener, działacz sportowy i polityczny. Doktor habilitowany nauk o kulturze fizycznej, profesor nadzwyczajny Akademii Wychowania Fizycznego w Gdańsku, w której był dziekanem Wydziału Wychowania Fizycznego i Sportu (1999–2002), a następnie przez dwie kadencje rektorem (2002–2008).

## Życiorys
W latach 1954–1956 należał do toruńskiego Związku Czarnych Skautów, nielegalnej organizacji o charakterze antykomunistycznym. Był absolwentem Liceum Ogólnokształcącego w Wąbrzeźnie (1959), Studium Nauczycielskiego w Radomiu (1961), Akademii Wychowania Fizycznego w Warszawie (1964), Uniwersytetu Warszawskiego (1967; ukończył pedagogikę). Uzyskał stopień doktora nauk humanistycznych na Uniwersytecie Gdańskim (1987), a następnie doktora habilitowanego nauk o kulturze fizycznej na Narodowym Uniwersytecie WFiS w Kijowie (1999). Pracę w Akademii Wychowania Fizycznego i Sportu w Gdańsku (ówczesnej Wyższej Szkole Wychowania Fizycznego) podjął w 1971. W latach 1977–1980 był kierownikiem Zakładu Zespołowych Gier Sportowych, w latach 1999–2002 Zakładu Teorii i Metodyki Zespołowych Gier Sportowych, 2002 Zakładu Teorii i Metodyki Piłki Nożnej, a od 2007 do 2008 Katedry Teorii i Metodyki Zespołowych Gier Sportowych. 
W latach 1953–1968 był piłkarzem Pomorzanina Toruń, Unii Wąbrzeźno, AZS Warszawa i Broni Radom. Był trenerem piłkarzy: Stoczniowca Gdańsk (1971–1975), Bałtyku Gdynia (1975–1978) (asystent) i Lechii Gdańsk (1979–1980). W sezonie 1982/83 trenował także bagdadzki Al-Jaish, z którym zajął 5. miejsce w lidze i wygrał puchar Iraku.
Działacz Polskiego Związku Piłki Nożnej: członek zarządu (2000–2004), a następnie rzecznik etyki PZPN. W latach 2000–2008 prezes AZS AWF Gdańsk. Przewodniczący Gdańskiej Rady Sportu.
W wyborach samorządowych w 2006 kandydował do pomorskiego sejmiku z listy Platformy Obywatelskiej. W 2008 został wiceprezesem Zarządu Wojewódzkiego Polskiego Stronnictwa Ludowego w Gdańsku. Z list tej partii bezskutecznie ubiegał się o mandat senatora w wyborach parlamentarnych w 2007, mandat posła w wyborach do Parlamentu Europejskiego w 2009, mandat posła w wyborach parlamentarnych w 2015 i 2019, jak również o mandat radnego sejmiku województwa pomorskiego w wyborach samorządowych w 2010, 2014 i 2018.
Mąż Jolanty, ojciec Piotra (ur. 1966).
Zmarł w szpitalu w Gdyni, pochowany 16 stycznia 2021 na cmentarzu komunalnym przy ul. Spokojnej w Gdyni (sektor 44-16-9).

## Ordery i odznaczenia
- Krzyż Kawalerski Orderu Odrodzenia Polski (2001)[12]
- Medal „Za zasługi dla gdańskiego sportu” (2018)[1]

## Upamiętnienie
3 października 2023 stadion piłkarski gdańskiej AWFiS został nazwany imieniem Wojciecha Przybylskiego.